# Pa mis muchachas
«Pa mis muchachas» es una canción de las cantantes estadounidenses Christina Aguilera y Becky G y la rapera y cantante argentina Nicki Nicole en colaboración de la rapera y cantante argentina Nathy Peluso. Fue lanzada el 22 de octubre de 2021 a través de Sony Music Latin, como el sencillo principal del noveno álbum de estudio de la primera Aguilera (2022), marcando el regreso de Aguilera a la música en español después de nueve años. Fue escrito por las intérpretes mencionadas junto a Kat Dahlia, Yasmil Marrufo, Jorge Luis Chacín y Yoel Henriquez. Su producción estuvo a cargo de Rafa Arcaute y Federico Vindver, coproducida por Afo Verde, y la producción vocal a cargo de Jean Rodríguez. 
Presentado en la primera parte del álbum, La fuerza, «Pa mis muchachas» sigue el tema de La Fuerza de celebrar la feminidad y el empoderamiento femenino. Musicalmente, es una canción de guaracha, y su letra se enfoca en cómo la fuerza de una mujer se transmite de generación en generación. La canción fue recibida positivamente por los críticos, siendo comparada con la interpretación de Aguilera de 2001 de «Lady Marmalade». Fue un éxito entre los 20 primeros en las listas de éxitos de México, Chile, Puerto Rico, Ecuador, El Salvador, Perú y Venezuela, entre otros países de Latinoamérica. «Pa mis muchachas» ha recibido una certificación de platino (campo latino) por parte de la Recording Industry Association of America (RIAA), así como tres nominaciones en los 22.ª entrega anual de los Premios Grammy Latinos, incluso para Grabación y Canción del año.

## Antecedentes
"Pa Mis Muchachas" es el primer sencillo en español de Christina desde su interpretación de "Hoy Tengo Ganas de Ti" con Alejandro Fernández en 2013. Aguilera comenzó a trabajar en su segundo álbum en español en 2015 y luego se mudó a Miami, Florida a principios de 2021 para grabar el disco. Las sesiones de grabación se llevaron a cabo en los estudios Art House, a partir de febrero de 2021. "Pa Mis Muchachas" fue la primera canción escrita y grabada para el disco, durante la primera sesión. Tras conocer a Becky G, Nicole y Peluso, Aguilera decidió que eran los colaboradores perfectos para la canción. "Pa Mis Muchachas" es una canción de guaracha, un género musical caracterizado por un ritmo rápido que se originó en Cuba. El contenido lírico de la canción se centra en el empoderamiento femenino, sirviendo como "un homenaje a las mujeres", y Aguilera lo señala.La canción habla de cómo la fuerza de una mujer es "algo que se transmite de generación en generación".

## Video musical
El video musical fue lanzado junto con la canción el 22 de octubre. Fue dirigida por Alexandre Moors. El 29 de octubre de 2021, MTV Music UK incluyó el video en su lista de reproducción de "los videos musicales más importantes" de la semana.  En noviembre de 2021, el video se incluyó en la lista de los veinte mejores videos musicales de MTV Latinoamérica.

## Recepción

### Comentarios de la crítica
Tras su lanzamiento, la canción recibió críticas positivas. La escritora de Harper's Bazaar, Bianca Betancourt, señaló que "la voz característica de Aguilera brilla sobre el contagioso ritmo estilo guaracha, un género de ritmo alto que proviene de Cuba" y agregó que "es lo mejor que ha sonado en años". Un escritor de Manila Standard también elogió la voz de Aguilera y señaló que la pista contiene "hilos de guitarra acústica hirviendo alrededor de un ritmo de movimiento de cabeza mientras resuenan las voces reconocibles al instante [de Aguilera]". Continuaron diciendo que su "entrega espectacular" complementaba las voces acompañantes de Becky G, Nicki Nicole y Nathy Peluso y que la canción "une a algunas de las potencias más audaces de la música y la cultura latina, calentando cada verso".

### Desempeño comercial
"Pa Mis Muchachas" debutó y alcanzó el puesto número 3 en Billboard (Latin Digital Song Sales) el 6 de noviembre de 2021. Se ubicó en el puesto 18 en Latin Pop Airplay, y en el puesto 37 en Hot Latin Songs. La canción recibió una certificación de Platino (campo latino) de la Asociación de la Industria de Grabación de América (RIAA).
En Latinoamérica alcanzó las primeras 10 posiciones en países como El Salvador, República Dominicana, Chile, Puerto Rico, Perú y Panamá. Así como los primeros 20 puestos en México, Ecuador y Venezuela.

### Nominaciones
| Año  | Premio                               | Categoría                          | Resultado | Ref.  |
| ---- | ------------------------------------ | ---------------------------------- | --------- | ----- |
| 2021 | Punto Rojo Awards                    | Canción más Caliente del Año       | Nominada  | [ 2 ] |
| 2022 | Lo Más Escuchado — Premios Virtuales | Mejor Colaboración                 | Nominada  | [ 3 ] |
| 2022 | Top Music Universe Awards            | Colaboración Latina del Año        | Nominada  | [ 4 ] |
| 2022 | Top 50 Music Awards                  | Mejor Colaboración                 | Nominada  | [ 5 ] |
| 2022 | Premios Juventud                     | Mejor Colaboración Femenina        | Nominada  | [ 6 ] |
| 2022 | Latin Grammy Awards                  | Grabación del Año                  | Nominada  | [ 7 ] |
| 2022 | Latin Grammy Awards                  | Canción del Año                    | Nominada  | [ 7 ] |
| 2022 | Latin Grammy Awards                  | Mejor Fusión/Interpretación Urbana | Nominada  | [ 7 ] |

## Presentaciones en vivo
Aguilera interpretó la canción en vivo con Becky G, Nicole y Peluso en los Premios Grammy Latinos 2021.

## Posiciones
| Lista (2021)                        | Mejor posición |
| ----------------------------------- | -------------- |
| Argentina (Argentina Hot 100)       | 83             |
| Bolivia (Monitor Latino)            | 17             |
| Chile (Monitor Latino)              | 8              |
| Ecuador (Monitor Latino)            | 17             |
| El Salvador (Monitor Latino)        | 6              |
| Costa Rica Airplay (Monitor Latino) | 9              |
| España (Top 100 Canciones)          | 68             |
| España (Spain Digital Songs)        | 7              |
| Estados Unidos (Hot Latin Songs)    | 37             |
| Estados Unidos (Latin Pop Airplay)  | 22             |
| Estados Unidos (Hot Trending Songs) | 20             |
| Hungría (Single Top 40)             | 24             |
| Panamá Panama (Monitor Latino)      | 15             |
| México (Mexico Airplay)             | 28             |
| Perú (Monitor Latino)               | 8              |
| Surinam (Nationale Top 40)          | 4              |
| República de China (KKBox)          | 32             |
| Venezuela (Monitor Latino)          | 16             |

## Lanzamiento
| Región | Fecha                 | Formato          | Empresa    | Ref.   |
| ------ | --------------------- | ---------------- | ---------- | ------ |
| Varios | 22 de octubre de 2021 | Descarga Digital | Sony Latin | [ 26 ] |
| Italia | 22 de octubre de 2021 | Radio            | Sony Latin | [ 27 ] |